# アロゲート
アロゲート（Arrogate, 2013年4月11日 - 2020年6月2日） は、芦毛の競走馬である。主な勝ち鞍は2016年のトラヴァーズステークス、ブリーダーズカップ・クラシック、2017年のペガサスワールドカップ、ドバイワールドカップ。馬名は英語で「僭称」の意味。
ドバイワールドカップを勝利したことによって、テイエムオペラオーを抜いて当時の獲得賞金世界最高になった（現在の獲得賞金1位はロマンチックウォリアー）。

## 経歴

### デビュー前
ボブ・バファート調教師のスタイルを考慮されて2014年のキーンランド9月セールに出場にて購買価格は56万ドル。購買にはアブドゥラ殿下の意向も反映していた。アロゲートは入厩当時から高い素質を垣間見せていたが前向きすぎる性格と前肢に骨瘤などの疾患を抱えていて2歳時は出走を見送らざるを得なくデビューは3歳4月と大変遅れた。

### 3歳時（2016年）
2016年にロスアラミトス競馬場の未勝利戦でデビューしたが3着に敗れた。ラファエル・ベハラーノ騎手に乗り替わり、2戦目の未勝利戦を4馬身半差で勝利すると、続く2戦も圧勝した。
5戦目はトラヴァーズステークス(G1)に出走。重賞初挑戦であり、かつ相手はプリークネスステークス(G1)の勝ち馬エグザジャレイターなどであったため人気はなかったが、直線に入っても後続との差が詰まることなく2着のアメリカンフリーダムに13馬身半差をつけトラックレコードで圧勝した。
6戦目にはブリーダーズカップ・クラシックが選ばれ、当時世界1位のレーティングを獲得していたカリフォルニアクロームに続く2番人気で出走。レースはカリフォルニアクロームの逃げで進み、アロゲートは外枠から3番手まで上がっての追走となり、粘るカリフォルニアクロームをゴール前に交わして勝利した。勝利後、鞍上のマイク・スミス騎手はアロゲートをレブロン・ジェームズに例えて「ベイビー・レブロン」と評した。
また、このレースによりロンジン・ワールド・ベストレースホース・ランキングでは134で2016年の世界1位にランクされた。

### 4歳時（2017年）
4歳初戦にはサンパスカルステークス(G2)が予定されていたが、馬場を理由に回避したため、ペガサスワールドカップ(G1)に直行することになった。カリフォルニアクロームとの再戦となるレースであったが、レースは最終コーナーで先頭に立つと後続を突き放して勝利した。勝ちタイムは当初1:47.61であったが、後に1:46.83に修正され従来のトラックレコードを更新した。
次走に関して、ドバイワールドカップ(G1)への出走は不明であったが、後に出走することが決まった。スタート直後に隣の馬にぶつけられる不利を受け、最後方からスタートするというこれまでに経験のないレースとなったが、鞍上のマイク・スミス騎手は慌てることなく徐々にポジションを上げ、直線で粘る先行馬たちを余裕の手応えで交わして勝利した。また、この勝利によって獲得賞金が17,084,600ドルに達し、北米調教馬の中では歴代1位、世界でもドル換算でオルフェーヴル、ジェンティルドンナに次ぐ歴代3位となった。
約3ヶ月ぶりのレースとなったサンディエゴハンデキャップ(G2)は、後方追走のまま前との差が詰まらず、最後は追わずに4着に敗れた。管理するボブ・バファート調教師は「こういうことが起こるから、私は白髪なんだ」と冗談を言った一方で、故障が無ければ予定通りパシフィッククラシックステークス(G1)に進むと述べた。その予定通りにパシフィッククラシックステークス(G1)に出走。レースでは3番手につけることが出来たが、直線に入るまで反応が鈍かった為に逃げるコレクテッド(Collected)を交わせず2着に敗れた。これを受けてB.バファート調教師とM.スミス騎手は共に、前走よりは良くなったがまだアロゲートのレースは出来ていないと評価した。
その後、連覇をかけて挑んだブリーダーズカップ・クラシックに1番人気で出走。後方追走から直線で大外から懸命に追い上げるも伸び切れず5着に終わり、現役を引退した。引退後はジュドモントファームで種牡馬入りする。
2020年6月2日、病気による体調不良から回復する見込みがないため、安楽死の処置をとられた。

## 評価
ロンジン・ワールド・ベストレースホース・ランキングでは、2016年のブリーダーズカップクラシックおよび2017年のドバイワールドカップの勝利により134ポンドの評価を与えられた。これにより、アロゲートは2016年のカリフォルニアクローム（133）や2017年のウィンクス（132）らを抑えて2年連続で世界ランキング1位となった。2023年にアメリカ競馬名誉の殿堂博物館に殿堂馬として選定されている。
管理調教師のバファートはこの馬を「セクレタリアト以来最高の馬だ」と述べている。

## 競走成績
| 出走日         | 競馬場                 | 競走名                   | 格 | 頭数 | 人気 | 着順 | 騎手         | 距離         | タイム  | 着差       | 1着（2着）馬           |
| -------------- | ---------------------- | ------------------------ | -- | ---- | ---- | ---- | ------------ | ------------ | ------- | ---------- | ---------------------- |
| 2016年04月17日 | ロスアラミトス         | 未勝利                   |    | 6    | 1人  | 3着  | M.ガルシア   | ダート6f     | -       | 3/4馬身    | Westbrook              |
| 2016年06月05日 | サンタアニタ           | 未勝利                   |    | 5    | 1人  | 1着  | R.ベハラーノ | ダート8 1/2f | 1.41.80 | 4 1/2馬身  | （Giant Expectations） |
| 2016年06月24日 | サンタアニタ           | オプショナルクレーミング |    | 5    | 1人  | 1着  | R.ベハラーノ | ダート8 1/2f | 1.41.14 | 5 1/4馬身  | （Fusaichi Samurai）   |
| 2016年08月04日 | デルマー               | オプショナルクレーミング |    | 3    | 1人  | 1着  | R.ベハラーノ | ダート8 1/2f | 1.41.76 | 1 3/4馬身  | （Kristo）             |
| 2016年08月27日 | サラトガ               | トラヴァーズS            | G1 | 13   | 8人  | 1着  | M.スミス     | ダート10f    | 1:59.36 | 13 1/2馬身 | （American Freedom）   |
| 2016年11月06日 | サンタアニタ           | BCクラシック             | G1 | 9    | 2人  | 1着  | M.スミス     | ダート10f    | 2:00.11 | 1/2馬身    | （California Chrome）  |
| 2017年01月28日 | ガルフストリームパーク | ペガサスワールドC        | G1 | 12   | 1人  | 1着  | M.スミス     | ダート9f     | 1:46.83 | 4 3/4馬身  | （Shaman Ghost）       |
| 2017年03月25日 | メイダン               | ドバイワールドC          | G1 | 14   | 1人  | 1着  | M.スミス     | ダート2000m  | 2:02.15 | 2 1/4馬身  | （Gun Runner）         |
| 2017年07月22日 | デルマー               | サンディエゴH            | G2 | 5    | 1人  | 4着  | M.スミス     | ダート8 1/2f | -       | 15 1/4馬身 | Accelerate             |
| 2017年08月19日 | デルマー               | パシフィッククラシックS  | G1 | 7    | 1人  | 2着  | M.スミス     | ダート10f    | -       | 1/2馬身    | Collected              |
| 2017年11月04日 | デルマー               | BCクラシック             | G1 | 11   | 1人  | 5着  | M.スミス     | ダート10f    | -       | 6 3/4馬身  | Gun Runner             |

## 主な産駒
GI級競走は太字で示す
- 2019年産
  - シークレットオース（Secret Oath） - 2022年ハニービーステークス、ケンタッキーオークス、2023年アゼリステークス
  - ファントゥドリーム（Fun to Dream） - 2022年ラブレアステークス、2023年サンタモニカステークス
- 2020年産
  - アンドテルミーノーライズ（And Tell Me Nolies） - 2022年デルマーデビュータントステークス、シャンデリアステークス
  - ケイヴロック（Cave Rock） - 2022年デルマーフューチュリティステークス、アメリカンファラオステークス
  - アルカンジェロ（Arcangelo） - 2023年ピーターパンステークス、ベルモントステークス、トラヴァーズステークス
- 2021年産
  - シーズザグレイ（Seize The Grey） - 2024年パットデイマイルステークス、プリークネスステークス、ペンシルベニアダービー

## 血統表
| アロゲートの血統(ミスタープロスペクター系 Mr. Prospector4×4=12.50%) | アロゲートの血統(ミスタープロスペクター系 Mr. Prospector4×4=12.50%) | アロゲートの血統(ミスタープロスペクター系 Mr. Prospector4×4=12.50%) | （血統表の出典）         | （血統表の出典） |
| 父 Unbridled's Song (USA) 1993                                      | 父の父Unbridled (USA) 1987                                          | Fappiano                                                            | Mr Prospector            | Mr Prospector    |
| 父 Unbridled's Song (USA) 1993                                      | 父の父Unbridled (USA) 1987                                          | Fappiano                                                            | Killaloe                 |                  |
| 父 Unbridled's Song (USA) 1993                                      | 父の父Unbridled (USA) 1987                                          | Gana Facil                                                          | Le Fabuleux              | Le Fabuleux      |
| 父 Unbridled's Song (USA) 1993                                      | 父の父Unbridled (USA) 1987                                          | Gana Facil                                                          | Charedi                  |                  |
| 父 Unbridled's Song (USA) 1993                                      | 父の母Trolley Song (USA) 1983                                       | Caro                                                                | Fortino                  | Fortino          |
| 父 Unbridled's Song (USA) 1993                                      | 父の母Trolley Song (USA) 1983                                       | Caro                                                                | Chambord                 |                  |
| 父 Unbridled's Song (USA) 1993                                      | 父の母Trolley Song (USA) 1983                                       | Lucky Spell                                                         | Lucky Mel                | Lucky Mel        |
| 父 Unbridled's Song (USA) 1993                                      | 父の母Trolley Song (USA) 1983                                       | Lucky Spell                                                         | Incantation              |                  |
| 母 Bubbler (USA) 2006                                               | 母の父Distorted Humor (USA) 1993                                    | Forty Niner                                                         | Mr. Prospector           | Mr. Prospector   |
| 母 Bubbler (USA) 2006                                               | 母の父Distorted Humor (USA) 1993                                    | Forty Niner                                                         | File                     |                  |
| 母 Bubbler (USA) 2006                                               | 母の父Distorted Humor (USA) 1993                                    | Danzig'a Beauty                                                     | Danzig                   | Danzig           |
| 母 Bubbler (USA) 2006                                               | 母の父Distorted Humor (USA) 1993                                    | Danzig'a Beauty                                                     | Sweetest Chant           |                  |
| 母 Bubbler (USA) 2006                                               | 母の母Grechelle (USA) 1995                                          | Deputy Minister                                                     | Vice Regent              | Vice Regent      |
| 母 Bubbler (USA) 2006                                               | 母の母Grechelle (USA) 1995                                          | Deputy Minister                                                     | Mint Copy                |                  |
| 母 Bubbler (USA) 2006                                               | 母の母Grechelle (USA) 1995                                          | Meadow Star                                                         | Meadowlake               | Meadowlake       |
| 母 Bubbler (USA) 2006                                               | 母の母Grechelle (USA) 1995                                          | Meadow Star                                                         | Inreality Star F-No.16-g |                  |